# Kinder der Landstrasse

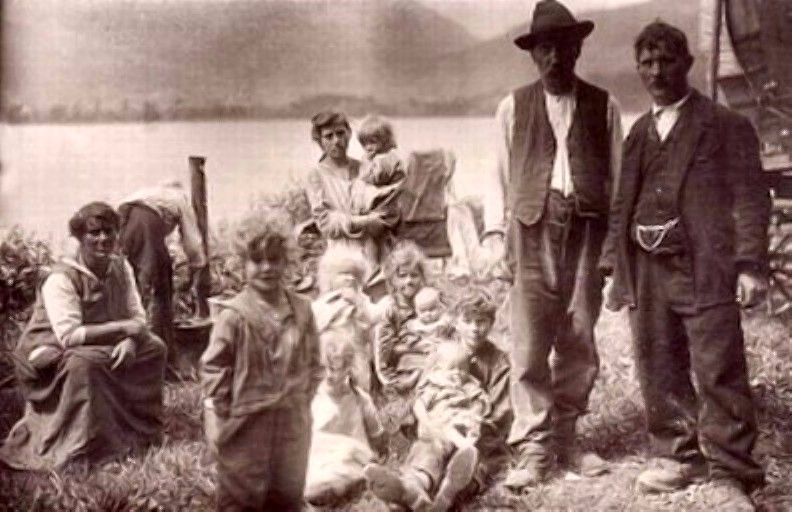
Jenischen in Zwitserland in 1928.

Hilfswerk für die Kinder der Landstrasse (vrij vertaald: Hulporganisatie voor straatkinderen) was van 1926 tot 1972 een project van de Zwitserse stichting Pro Juventute.

## Omschrijving
Het doel van dit project was rondreizende volkeren in Zwitserland, in het bijzonder de Jenische gemeenschap, te dwingen tot een sedentaire levenswijze door de gemeenschap op te breken, meer concreet door kinderen weg te halen bij hun ouders en te plaatsen in pleeggezinnen, psychiatrische inrichtingen of gevangenissen. Als wettelijke basis hiervoor diende het Burgerlijk Wetboek van 1907, dat de mogelijkheid bood ouders bij plichtsverzuim, permanent gevaar of kinderverwaarlozing uit het ouderlijk gezag te ontzetten. Onder publieke druk werd het project uiteindelijk stopgezet en Pro Juventute in 1973 opgeheven.
- Gemeinsame Normdatei: 4553776-8
- Library of Congress Control Number: no00068490
- Virtual International Authority File: 243859204